# Issa Soumaré
Issa Soumaré (* 10. Oktober 2000 in Podor) ist ein senegalesischer Fußballspieler, der beim Le Havre AC unter Vertrag steht.

## Karriere
Soumaré begann seine fußballerische Karriere in seiner Heimat bei der AS Génération Foot. Dort stand er im Dezember 2018 auch schon im Kader des CAF Confederation Cup. Im Sommer 2019 wechselte er nach Frankreich zum Zweitligisten US Orléans. Anfang November 2019 debütierte er nach Einwechslung gegen SM Caen bei einer 1:2-Niederlage im Profibereich in der Ligue 2. Gegen Ende der Saison 2019/20 wurde er zum Stammspieler, spielte 14 von 28 möglichen Spielen, stieg mit seiner Mannschaft jedoch als Tabellenletzter in die National ab. Dort schoss er in der Spielzeit 2020/21 acht Tore und gab zwei Vorlagen in 31 Ligaeinsätzen.
Daraufhin verließ er Frankreich wieder und wechselte in die belgische Division 1A zu K Beerschot VA. Dort konnte er am vierten Spieltag der Saison 2021/22 gegen Standard Lüttich in der höchsten belgischen Spielklasse debütieren. Bei einer 1:3-Niederlage einen Monat später gegen die KV Ostende schoss er sein erstes Profitor überhaupt. Bis Ende Januar 2022 spielte Soumaré elfmal in der Liga für Beerschot und kam zu einem Treffer. Anschließend wurde er für den Rest der Spielzeit 2021/22 an die US Quevilly verliehen. Dort konnte er in 18 Ligaspielen eingeschlossen Abstiegsrelegation dreimal treffen und vier Tore vorlegen. Besonders durch seine zwei Tore und zwei Vorlagen in der Relegation trug er maßgeblich zum Klassenerhalt des Klubs bei. Kurz nach seiner Rückkehr wurde die Leihe verlängert und Quevilly erhielt eine Kaufoption nach der Saison 2022/23. In seiner zweiten Leihe spielte er in allen 38 Ligapartien, traf sechsmal, und legte sechs Tore auf.
Quévilly zog die Kaufoption nicht und Soumaré wechselte nach der erneuten Rückkehr zu Beerschot in die Ligue 1 zum Aufsteiger Le Havre AC. Hier kam er direkt am ersten Spieltag gegen den HSC Montpellier zu seinem Ligue-1-Debüt.
Im Januar 2024 wechselte er per Leihe bis zum Saisonende in die Ligue 2 zur AJ Auxerre.